# Tani Yuuki
Tani Yuuki（タニ ユウキ、1998年11月9日 - ）は、日本のシンガーソングライター。神奈川県茅ヶ崎市出身。

## 経歴
音楽を始めたきっかけは、中学2年生の時に祖父から貰ったアコースティックギター。専門学校時代にはバンドやユニットを組んでおり、2018年夏よりオンラインアカペラサークル「WHITEBOX」のメンバーとしても活動。2019年3月に専門学校を卒業。

### 2020年
3月、独学で始めたDTMを使用した楽曲「Myra」をTikTokでワンフレーズのみ公開し、5月に自宅で撮影したフル歌唱映像をYouTubeで公開。7月1日にシングルとしてリリースし、「LINE MUSIC1位」「Spotify急上昇チャート1位」など音楽配信サービスのチャート上位にランクイン。
10月にはアーティストの自宅やプライベートスタジオから一発録りで届けるYouTubeコンテンツ「THE HOME TAKE」にて「Myra」を歌唱。

### 2021年
3月22日付のBillboard JAPANストリーミング・ソング・チャート“Streaming Songs”では1,675,305回再生を記録し、「Myra」がストリーミング累計再生回数1億回を突破。
5月、5作目のシングル『W/X/Y』を発売。リリースから約半年後、TikTokを中心としたSNSで流行り始める。12月にはTikToker・ローカルカンピオーネが「W/X/Y」の振り付け動画を公開した事をきっかけにさらなる話題となり、TikTokでの総再生回数が3億1400万回に。
6月、「Over The Time」がフジテレビ系月9ドラマ『ナイト・ドクター』のオリジナルナンバーに採用される。同月28日に6作目のシングルとして発売された。
12月、YouTubeの新シリーズとして「Re:tter（レター）」をスタート。Tani Yuukiの音楽に影響を与えたアーティストと思い出ある楽曲を歌唱コラボする企画。第1回目では絢香と「手をつなごう」を歌唱した。

### 2022年
2022年には、「Spotify 急上昇チャート 1位」「Spotify TOP 200 デイリー 4位」「Apple Music デイリートップ100 2位」「LINE BGM 月間ランキング 1位」「Billboard JAPANストリーミングソングチャート トップ10入り」など、音楽配信サービスでもチャート上位を席巻した。
3月、UQ mobile「UQ応援割」WEB限定CMタイアップソングである「自分自信」を発売。
11月15日に第64回日本レコード大賞の新人賞にノミネートされている。
12月22日、「第55回 オリコン年間ランキング 2022」作品別売上数部門 ストリーミングランキングで「W/X/Y」が期間内累積再生数315,459,618回で1位を獲得した。

### 2023年
9月13日、「オリコン週間ストリーミングランキング」で「W/X/Y」が自身初となる5億回再生を突破。男性ソロアーティスト史上2人目で達成。

## 人物
- 野田洋次郎になりたかった時期があるほど、RADWIMPSのファンである[5]。

## ディスコグラフィ

### シングル
|     | 発売日        | タイトル | 備考                                                                                               |
| --- | ------------- | -------- | -------------------------------------------------------------------------------------------------- |
| 1st | 2021年8月13日 | FREYA    | 『Tani Yuuki Tour 2021 “Over The Time”』ツアー来場者特典として無料配布(デジタル再生用QRコード付き) |
| 2nd | 2023年7月26日 | 械物     | |

#### 配信限定シングル
|      | 配信日         | タイトル              | 規格                   | 収録アルバム |
| ---- | -------------- | --------------------- | ---------------------- | ------------ |
| 1st  | 2020年5月16日  | Myra                  | デジタル・ダウンロード | Memories     |
| 2nd  | 2020年9月7日   | Life is beautiful     | デジタル・ダウンロード | Memories     |
| 3rd  | 2021年2月20日  | Unreachable love song | デジタル・ダウンロード | Memories     |
| 4th  | 2021年4月21日  | Night Butterfly       | デジタル・ダウンロード | Memories     |
| 5th  | 2021年5月26日  | W/X/Y                 | デジタル・ダウンロード | Memories     |
| 6th  | 2021年6月28日  | Over The Time         | デジタル・ダウンロード | 未収録       |
| 7th  | 2021年8月23日  | FREYA                 | デジタル・ダウンロード | 未収録       |
| 8th  | 2021年11月10日 | 百鬼夜行              | デジタル・ダウンロード | Memories     |
| 9th  | 2022年3月9日   | 自分自信              | デジタル・ダウンロード | 多面態       |
| 10th | 2022年6月22日  | 夢喰                  | デジタル・ダウンロード | 多面態       |
| 11th | 2022年9月21日  | もう一度              | デジタル・ダウンロード | 多面態       |
| 12th | 2022年11月9日  | おかえり              | デジタル・ダウンロード | Memories     |
| 13th | 2023年1月1日   | 燦々たるや            | デジタル・ダウンロード | 多面態       |
| 14th | 2023年2月22日  | ワンダーランド        | デジタル・ダウンロード | 多面態       |
| -    | 2023年3月1日   | W/X/Y Remixes "if"    | デジタル・ダウンロード | 多面態       |
| 15th | 2023年3月8日   | Cheers                | デジタル・ダウンロード | 多面態       |
| 16th | 2023年3月15日  | 運命                  | デジタル・ダウンロード | 多面態       |
| 17th | 2023年6月28日  | 械物                  | デジタル・ダウンロード | 航海士       |
| 18th | 2023年10月4日  | 最後の魔法            | デジタル・ダウンロード | 航海士       |
| 19th | 2024年1月5日   | kotodama              | デジタル・ダウンロード | 航海士       |
| 20th | 2024年4月19日  | 笑い話                | デジタル・ダウンロード | HOMETOWN     |
| 21st | 2024年8月21日  | アンタレス            | デジタル・ダウンロード | 航海士       |
| 22nd | 2024年12月11日 | メニークリスマス      | デジタル・ダウンロード | 未収録       |
| 23rd | 2025年5月21日  | 後悔史                | デジタル・ダウンロード | 航海士       |
| 24th | 2025年6月4日   | Dear drops            | デジタル・ダウンロード | 航海士       |

| 配信日         | タイトル                     | 規格                   | 収録アルバム |
| -------------- | ---------------------------- | ---------------------- | ------------ |
| 2020年10月30日 | Myra - From THE FIRST TAKE   | デジタル・ダウンロード | 多面態       |
| 2023年2月8日   | W/X/Y - From THE FIRST TAKE  | デジタル・ダウンロード | 多面態       |
| 2023年2月15日  | 愛言葉 - From THE FIRST TAKE | デジタル・ダウンロード | 多面態       |

### アルバム

#### オリジナル・アルバム
|     | 発売日        | タイトル | 備考 |
| --- | ------------- | -------- | --- |
| 1st | 2022年4月6日  | Memories | - オフィシャル通販サイトにて期間限定（2022年1月19日 - 1月31日）で受注販売。 - 希望者にクレジット記載の特典あり。 - タワーレコード限定で2022年4月6日発売 |
| 2nd | 2023年3月29日 | 多面態   | 初回限定盤は、2CD+BD |
| 3rd | 2025年6月18日 | 航海士   | 初回限定盤は、CD+BD |

#### EP
|     | 発売日       | タイトル | 備考                                    |
| --- | ------------ | -------- | --------------------------------------- |
| 1st | 2024年5月8日 | HOMETOWN | 初回限定盤は、CD+BD+電話BOX型パッケージ |

#### 配信限定アルバム
|     | 発売日        | タイトル |
| --- | ------------- | -------- |
| 1st | 2021年12月8日 | Memories |

### ミュージックビデオ
| 公開日         | タイトル                            |
| -------------- | ----------------------------------- |
| 2020年5月16日  | Myra                                |
| 2020年8月31日  | Life is beautiful                   |
| 2021年2月20日  | Unreachable love song (Lyric Video) |
| 2021年4月21日  | Night Butterfly (Lyric Video)       |
| 2021年5月26日  | W/X/Y (Lyric Video)                 |
| 2021年6月28日  | Over The TIme (Lyric Video)         |
| 2021年8月29日  | FREYA (Lyric Video)                 |
| 2021年11月13日 | 百鬼夜行 (Lyric Video)              |
| 2021年12月12日 | 非lie心 (Lyric Video)               |
| 2021年12月17日 | 記憶 (Lyric Video)                  |
| 2022年1月15日  | 曖昧ミーマイン (Lyric Video)        |
| 2022年1月29日  | 決別の唄                            |
| 2022年3月1日   | 愛言葉                              |
| 2022年3月16日  | 自分自身                            |
| 2022年7月28日  | 夢喰                                |
| 2022年9月21日  | もう一度                            |
| 2023年1月3日   | 燦々たるや                          |
| 2023年2月22日  | ワンダーランド                      |
| 2023年3月15日  | 運命                                |
| 2023年7月26日  | 械物                                |
| 2023年8月4日   | Cheers                              |
| 2023年10月4日  | 最後の魔法                          |
| 2024年1月12日  | kotodama                            |
| 2024年5月8日   | I'm home                            |
| 2024年05月20日 | 笑い話                              |
| 2024年7月24日  | がらくた                            |
| 2024年12月11日 | メニークリスマス                    |
| 2025年5月21日  | 後悔史                              |

### 参加作品
| 発売日        | タイトル                                        | 規格品番 | 収録曲                                                 | 備考                |
| ------------- | ----------------------------------------------- | -------- | ------------------------------------------------------ | ------------------- |
| 2020年3月27日 | 『独りうた 〜September調子はどうだい〜 Covers』 |          | 独りうた 〜September調子はどうだい〜 (WHITE BOX Cover) | WHITE BOXとして参加 |
| 2021年7月28日 | 小玉ひかり『ヒロイン症候群』                    | CDPR-001 | more feat. Tani Yuuki                                  | タワーレコード限定  |
| 2022年6月24日 | 足立佳奈『ゆらりふたり』                        |          | ゆらりふたり feat. Tani Yuuki                          |                     |
| 2022年7月27日 | KERENMI『ふぞろい』                             |          | ふぞろい feat. Tani Yuuki & ひとみ from あたらよ       |                     |
| 2025年3月18日 | 桜のあと                                        |          | 桜のあと Tani Yuuki,cross-dominance                    |                     |

#### 楽曲提供
| アーティスト   | タイトル     | 備考                                                                    |
| -------------- | ------------ | ----------------------------------------------------------------------- |
| MAISONdes      | Cheers       | 配信シングル（2022年4月25日）。作詞・作曲                               |
| 片寄涼太       | 運命         | 配信シングル（2022年8月30日）。作詞・作曲                               |
| 天月-あまつき- | フタリノクニ | アルバム『星霜ロマンスポット』（2022年10月12日）8曲目に収録。作詞・作曲 |
| 鈴木伸之       | フタリノリ   | 配信シングル（2022年10月22日）。作詞・作曲                              |

配信実績
「Myra」ストリーミング累計1億回再生を突破（2021年3月22日）
オリコン週間ストリーミングランキング　累計1億回再生を突破（2021年11月24日）
Tani Yuuki 昨年5月配信「W/X/Y」がZ世代に大バズリ、TikTokで驚異2.7億回再生(2022年3月16日)

## タイアップ
| 使用年 | タイトル       | タイアップ                                                 |
| ------ | -------------- | ---------------------------------------------------------- |
| 2020年 | Myra           | TikTok CMソング 「じいちゃんとMyra」篇                     |
| 2021年 | Over The Time  | フジテレビ月9ドラマ『ナイト・ドクター』オリジナルナンバー  |
| 2022年 | 自分自信       | UQ mobile「UQ応援割」WEB限定CMタイアップソング             |
| 2022年 | ワンダーランド | TBS『王様のブランチ』2022年10月 - 2023年3月テーマソング    |
| 2023年 | 運命           | Xperia 5 IV & LinkBuds S WEB限定CMタイアップソング         |
| 2023年 | 械物           | テレビアニメ『EDENS ZERO』2期 第2クール オープニングテーマ |
| 2023年 | アンタレス     | ゲーム『あんさんぶるスターズ!!』キャンペーンソング         |
| 2024年 | W/X/Y          | サントリー「ザ・プレミアム・モルツ」CMソング               |
| 2025年 | 万有引力       | NHK『みんなのうた』2025年8月-9月オンエア曲                 |

## ライブ

### イベント・夏フェス
| 開催日          | タイトル                                                     | 備考   |
| --------------- | ------------------------------------------------------------ | ------ |
| 2020年012月6日  | TikTokクリエイターの祭典「TikTok CREATOR'S LAB. 2020」       | [ 13 ] |
| 2021年01月11日  | TikTokとBillboard JAPANによる【LIVE BEACON 2021】            | [ 14 ] |
| 2021年05月7日   | Billboard JAPANとTikTokによる番組『NEXT FIRE』に出演         | [ 15 ] |
| 2021年07月15日  | YouTube Music Weekend vol.3                                  |        |
| 2021年07月31日  | 『OSAKA GIGANTIC MUSIC FESTIVAL 20>21』                      | [ 16 ] |
| 2021年011月14日 | Mount Alive presents Re:PHASE                                | [ 17 ] |
| 2022年07月3日   | Mount Alive presents Re:PHASE vol.2                          |        |
| 2022年07月24日  | 角打ち ゆうか FES                                            |        |
| 2022年08月20日  | 東日本大震災・熊本地震復興チャリティー 2022 神宮外苑花火大会 |        |
| 2022年08月21日  | SUMMER SONIC 2022                                            |        |
| 2022年09月25日  | UEDA PEACE FES 2022                                          |        |
| 2022年010月15日 | LIVE AZUMA 2022                                              |        |
| 2022年011月27日 | YouTube Music Weekend vol.6                                  |        |
| 2023年04月30日  | JAPANJAM 2023                                                |        |
| 2023年05月14日  | METROPOLITAN ROCK FESTIVAL 2023                              |        |
| 2023年06月3日   | 日比谷音楽祭 2023                                            |        |
| 2023年06月11日  | TOKYO ISLAND 2023                                            |        |
| 2023年07月23日  | OSAKA GIGANTIC MUSIC FESTIVAL 2023                           |        |
| 2023年08月11日  | RISING SUN ROCK FESTIVAL 2023 in EZO                         |        |
| 2023年08月20日  | SUMMER SONIC 2023                                            |        |
| 2023年08月26日  | The MusiQuest                                                |        |
| 2023年09月30日  | 大洗海上花火大会                                             |        |
| 2024年 2月17日  | Zephyren 10th Anniversary A.V.E.S.T project -鼓動-           |        |
| 2024年 3月30日  | SAPPORO MUSIC EXPERIENCE 2024                                |        |
| 2024年 5月3日   | JAPANJAM 2024                                                |        |
| 2024年 5月10日  | ナタリー×AOI Pro. presents TaniYuuki × Chevon                |        |
| 2024年 5月11日  | TaniYuuki 1st EP『HOMETOWN』リリースイベント in埼玉          |        |
| 2024年 5月12日  | TaniYuuki 1st EP『HOMETOWN』リリースイベント in大阪          |        |
| 2024年 5月18日  | TaniYuuki 1st EP『HOMETOWN』リリースイベント in愛知          |        |
| 2024年06月2日   | 百万石音楽祭2024 ～ミリオンロックフェスティバル～            |        |
| 2024年08月11日  | ROCK IN JAPAN FESTIVAL 2024                                  |        |
| 2024年08月24日  | テレビ朝日ドリームフェスティバル 2024                        |        |
| 2024年08月25日  | WILD BUNCH FEST. 2024                                        |        |
| 2024年09月14日  | New Acoustic Camp 2024 -15th Anniversary-                    |        |
| 2024年011月2日  | 九州共立大学0第60回霜月祭                                    |        |
| 2024年011月3日  | 四天王寺大学0第65回大学祭                                    |        |
| 2024年011月4日  | 第59回0神山祭                                                |        |
| 2024年011月10日 | WONDERLIVET2024                                              |        |
| 2024年012月21日 | FCイベント『年忘れだョ！全員集合！谷の湯祭0大忘年会』        |        |
| 2024年012月22日 | FCイベント『年忘れだョ！全員集合！谷の湯祭0大音楽会』        |        |
| 2024年012月28日 | COUNTDOWN JAPAN 24/25                                        |        |
| 2025年03月5日   | INITIME MUSIC LIVE                                           |        |
| 2025年03月15日  | SAKURA MUSIC FES.                                            |        |
| 2025年03月29日  | Tani Yuukiデビュー5周年記念！リリースイベント in岡山         |        |
| 2025年03月30日  | Tani Yuukiデビュー5周年記念！リリースイベント in大分         |        |
| 2025年04月5日   | Tani Yuukiデビュー5周年記念！リリースイベント in岐阜         |        |
| 2025年04月6日   | Tani Yuukiデビュー5周年記念！リリースイベント in青森         |        |
| 2025年04月18日  | メガネの会0第二弾                                            |        |
| 2025年04月20日  | VS超特急                                                     |        |
| 2025年0５月3日  | 2025ひろしまフラワーフェスティバル                           |        |

2025年    8月2日　 Tani Yuukiデビュー5周年記念！リリースイベント in東京

### ライブゲスト出演
| 出演日         | タイトル                                      |
| -------------- | --------------------------------------------- |
| 2021年09月26日 | 「こだまつり vol.3 もしかしてヒロイン!?」     |
| 2022年01月9日  | 「うじたまい1stワンマン〜みんなの独りうた〜」 |
| 2022年08月30日 | 「5th Anniversary Live Life Goes On｣          |
| 2023年02月5日  | 「一味同心 2023｣                              |
| 2023年03月24日 | 「YURIN LIVE Vol.2｣                           |
| 2024年01月8日  | 茅ヶ崎市0はたちのつどい                       |
| 2024年08月27日 | NAOTO PRESENTS HONEST HOUSE 2024 "THE FINAL"  |

## 出演

### YouTube
- MV、ライブ映像、カバー曲の他に憧れのアーティストの名曲に贈るラブレター動画企画「Re:tter」
- 手をつなごう - 絢香 × Tani Yuuki / Re:tter(レター)
- THE FIRST TAKE
  - Tani Yuuki - 愛言葉 / THE FIRST TAKE
  - Tani Yuuki - W/X/Y / THE FIRST TAKE
  - Tani Yuuki - Myra / THE HOME TAKE
- WHITEBOX
  - 【ACAPELLA】Story of My Life/One Direction COVER BY Tani Yuuki&柊あくせる&WHITEBOX
  - 【3 Person Acapella】Despacito COVER BY Tani Yuuki&柊あくせる&WHITEBOX
  - 【オリジナルソング】最終想者『アンカー』Tani Yuuki
  - 【アカペラ】全部声だけで打上花火/米津玄師×春よ来い COVER BY Rio&Tani Yuuki&WHITEBOX
  - 【名曲】蕾/コブクロ COVER BY Rio&Tani Yuuki&WHITEBOX
  - 【アカペラ】全部声だけでシャルル/バルーン COVER BY Tani Yuuki&たかたか&ホワイト
  - 【受験生応援ソング】全部声だけでサクラ咲ケ/嵐 COVER BY Tani Yuuki&たかたか&ホワイト
  - 【アカペラ】全部声だけでロキ/鏡音リン・みきとP COVER BY Tani Yuuki&たかたか&ホワイト
  - 【YouTubeソングメドレー】ヒカキンさんとセイキンさんが自分の曲でアカペラしたのを妄想してみた
  - 【デジモンアドベンチャー】全部口だけでButter-Flyを演奏してみた
  - 【アカペラMV】HAPPY BIRTHDAY/back number cover by WHITEBOX
  - 【アカペラ】白日/King Gnu
  - 【アカペラ】だから僕は音楽を辞めた/ヨルシカ(cover)
  - 【#はかたのしおオーディション】全部声だけで伯方の塩のオリジナル曲作ってみた
  - 【アカペラマッシュアップ】全部声だけで海の幽霊×打上花火/米津玄師
  - 【ハモネプ公開記念】全部声だけで"WINDING ROAD/絢香×コブクロ" (cover)
  - 【アカペラMV】全部声だけで"宿命/Official髭男dism" (cover)
  - 【アカペラMV】全部声だけでオトノナルホウヘ→/GooseHouse (cover)
  - 【アカペラMV】全部声だけで"馬と鹿/米津玄師" (cover)
  - 【天気の子×君の名は。】全部声だけで"愛にできることはまだあるかい/RADWIMPS" (cover)
  - 【アカペラMV】全部声だけで"Pretender/Official髭男dism" (cover)
  - 【アカペラMV】全部声だけで"パプリカ/Foorin" (cover)
  - 【男性原キーver.】全部声だけで"ロストワンの号哭/Neru" (cover)
  - 【マッシュアップLIVE】丸の内サディスティック MASH UP of 16 Songs!!
  - 【アカペラMV】全部声だけで"イエスタデイ/Official髭男dism" (cover)
  - 【MASHUP Battle】全部声だけで"秒針を噛む VS シャルル" (アカペラcover)
  - 【アカペラMV】全部声だけで"115万キロのフィルム/Official髭男dism" (cover)
  - 【アカペラMV】A.RA.SHIから始まる"嵐"アカペラメドレー (cover)
  - 【マッシュアップLIVE】ピースサイン MASH UP of 10 Songs!!
  - 【マッシュアップLIVE】シャルル MASH UP of 25 Songs!!
  - 【MASHUP Battle】全部声だけで"天体観測 VS 惑星ループ" (アカペラcover)
  - 【MASHUP Battle】全部声だけで"ハッピーシンセサイザ VS メランコリック" (アカペラcover)
  - 【アカペラMV】全部声だけで"ハピネス/AI" (cover)
  - 【マッシュアップ】全部声だけで"紅蓮華"×"千本桜" (cover)
  - 【切な過ぎでヤバイ】"別の人の彼女になったよ"と"恋人ができたんだ"を合体させてみた
  - 【アカペラ】全部声だけで"カイト/嵐×米津玄師" (cover)
  - 【MASHUP Battle】全部声だけで"宿命/Official髭男dism"VS"キセキ/GReeeeN" (cover)
  - 【マッシュアップLIVE】"紅蓮華"から始まる MASH UP of 20 Songs!!
  - 【MASHUP Battle】全部声だけで"ハロ/ハワユ VS アイロニ (cover)
  - 【マッシュアップLIVE】Turning Upから始まるジャニーズソングメドレー
  - 【アカペラ】全部声だけで"I LOVE…/Official髭男dism" (cover)
  - 【アカペラMV】全部声だけで"点描の唄 / Mrs. GREEN APPLE feat 井上苑子" (cover)
  - 【MASHUP Battle】全部声だけで"小さな恋のうた VS ホシアイ" (cover)
  - 【MASHUP Battle】全部声だけで"恋愛裁判 VS 乙女解剖" (アカペラcover)
  - 【100,000 subscribers】銀の盾が届いたのでメンバーにドッキリ仕掛けてみた
  - 【3曲同時マッシュアップ】"脳裏上のクラッカー"VS"Teenager Forever"VS"メーベル" (cover)
  - 【4曲同時マッシュアップ】"シャルル"VS"夜に駆ける"VS"だから僕は音楽を辞めた"VS"メーベル" (アカペラcover)
  - 【4曲同時マッシュアップ】"シャルル"VS"夜に駆ける"VS"だから僕は音楽を辞めた"VS"メーベル" (アカペラcover)
  - 【MASHUP Battle】全部声だけで"丸の内サディスティック"VS"STAY TUNE" (アカペラcover)
  - 【アカペラMV】『独りうた』〜September調子はどうだい〜 WHITEBOXアカペラVer.
  - 【MASHUP Battle】全部声だけで"ロストワンの号哭"VS"ロキ" (cover)
  - 【鬼滅の刃VS進撃の巨人】全部声だけで"紅蓮華"VS"紅蓮の弓矢" (アカペラcover)
  - 【MASHUP Battle】全部声だけで"Pretender/Official髭男dism"VS"C.h.a.o.s.m.y.t.h./ONE OK ROCK" (cover)
  - 【アカペラ】"Official髭男dism" 人気曲カラオケランキングTOP10 メドレー
  - 【アカペラ】"Mrs. GREEN APPLE" 人気曲カラオケランキングTOP5 メドレー
  - 【MASHUP Battle】全部声だけで"夜に駆ける/YOASOBI" VS "秒針を噛む/ずっと真夜中でいいのに " (cover)
  - 棺桶ダンスがアニソンと相性が良いことを身体を張ってお伝えします
  - 【マッシュアップZoom LIVE】"香水/瑛人 " から始まるTikTokで流行りの曲メドレー
  - 【オリジナルソング】FANFARE/WHITEBOX
  - 【マッシュアップLIVE】Mrs. GREEN APPLEメドレー (cover)
  - 【生演奏】ダンシングヒーローから始まる"昭和ヒットソングメドレー"
  - 【内村のツボる動画】全部声だけで"夜に駆ける"×"夜空ノムコウ " (マッシュアップcover)
  - 【マッシュアップ】愛唄 × See You Again"山下歩& gb" ver.(アカペラcover)
  - 【マッシュアップ】"Way Back Home"から始まるTikTokで流行りの曲メドレー(cover)
  - 【カッコ良すぎてヤバイ】"ヴィラン"と"LOSER"を合体させてみた結果www
  - 【TikTokで超話題！！】いろんな曲の歌詞で"Shape of you"の伴奏を使ってしりとりしてみたらヤバすぎたwww
  - 【マッシュアップ】Stand By You/Official髭男dism × グランドエスケープ/RADWIMPS (cover)
  - 【アカペラMV】Mela!/緑黄色社会 (cover)
  - 【大人気シリーズ！！】曲の歌詞で"LOOP/SIRUP"の伴奏を使ってしりとりしてみた！
  - 【アカペラMV】光るなら/GooseHouse (cover)
  - 【アカペラMV】シュガーソングとビターステップ(cover)
  - 【アカペラMV】"怪物/YOASOBI"から始まるアニソンメドレー (廻廻奇譚,炎,魂のルフラン,インフェルノ,unravelなど)
- ゲスト
  - 【Tani Yuuki × SG】 Myra / Tani Yuuki Korean × Japanese Lyric Collaboration
  - 【デモ音源あり!】高級コンデンサーマイク10機種徹底比較 Neumann, TELEFUNKEN, Upton, Chanler Limited, Golden Age Project, Soyuz
  - 【TikTokで話題‼️】ご本人様と「Unreachable love song」歌わせていただきました
  - 【YURIN】本人同士による『Myra』VS『ドライフラワー』で本気カラオケ対決
  - 【歌ってみた】ヨワネハキ feat. 和ぬか,asmi / MAISONdes (covered by Tani Yuuki・小玉ひかり)
  - 【神回】W/X/Y vsベテルギウス本人同士でカラオケ対決
  - 『W/X/Y』acoustic ver. 優里×Tani Yuuki
  - 『レオ』acoustic ver. 優里×Tani Yuuki
  - 『W/X/Y』piano ver. よみぃ×Tani Yuuki×タケヤキ翔/歌ってみた
  - ご本人の『W/X/Y』歌い方解説が神わかりやすかった！【Tani Yuuki×しらスタ】
  - Tani Yuukiと川崎鷹也と鍋パしたら盛り上がり過ぎたwww
  - 【超貴重】プロの歌手たちがライブ裏話や音楽について語ります。
  - 川崎鷹也×Tani Yuuki/ ｢愛の歌｣
  - W/X/Y・愛の歌/優里×川崎鷹也×Tani Yuuki【A.V.E.S.T project -鼓動- × OPEN MICコラボステージ ①/3】
  - ビリミリオン/優里×川崎鷹也×Tani Yuuki【A.V.E.S.T project -鼓動- × OPEN MICコラボステージ ②/3】
  - 楽屋裏トーク/優里×川崎鷹也×Tani Yuuki【A.V.E.S.T project -鼓動- × OPEN MICコラボステージ ③/3】
  - バンド結成してみた
  - 誰にもバレない様にライブハウスのライブ出てみた
  - Tani Yuuki×川崎鷹也/夕日の上
  - 3人でのライブが決定したので高級メガネ購入したら高額すぎた…
  - 全員メガネLIVEのアー写撮影に密着したら色気ダダ漏れでした
  - Tani Yuuki×川崎鷹也 - W/X/Y【コラボ】
  - Tani Yuuki×川崎鷹也/魔法の絨毯

### TV
| 日付                | タイトル                                                                 | 備考                                                                                      |
| ------------------- | ------------------------------------------------------------------------ | ----------------------------------------------------------------------------------------- |
| 2017年012月20日     | NHK総合「WANIMA 18祭」                                                   | 一般応募で参加                                                                            |
| 2018年010月8日      | NHK総合「RADWIMPS 18祭」                                                 | 一般応募で参加                                                                            |
| 2020年011月18日     | 日本テレビ「ZIP!」                                                       | インタビュー                                                                              |
| 2020年011月24日     | CBCテレビ「メイプル超音楽」                                              | インタビュー                                                                              |
| 2021年01月14日      | フジテレビ 「めざましテレビ」                                            | インタビュー                                                                              |
| 2021年02月15日      | NHK Eテレ「沼にハマってきいてみた」                                      | 「Myra」歌唱                                                                              |
| 2021年02月25日      | SSTV「OTONARI!」                                                         | 「Myra」「Unreachable love song」歌唱                                                     |
| 2021年05月10日-14日 | TVK「関内デビル」                                                        | トークゲスト                                                                              |
| 2021年07月26日      | テレビ東京「プレミアMelodiX!」                                           | 「Over The Time」歌唱                                                                     |
| 2021年09月21日      | TBS「PLAYLIST」                                                          | 「Over The Time」歌唱                                                                     |
| 2022年02月21日      | TBS「CDTVライブ!ライブ!」                                                | 「W/X/Y」歌唱                                                                             |
| 2022年03月1日       | フジテレビ「めざましテレビ」                                             | インタビュー                                                                              |
| 2022年03月12日      | NHK総合「シブヤノオト」                                                  | 「W/X/Y」歌唱                                                                             |
| 2022年03月25日      | TBS「まるっと!サタデー」                                                 | インタビュー                                                                              |
| 2022年03月28日      | TBS「CDTVライブ!ライブ!春の4時間スペシャル」                             | 「Myra」「W/X/Y」歌唱                                                                     |
| 2022年04月4日       | BSJapanext「KURUNE -next music live-」                                   | 「W/X/Y」「愛言葉」歌唱                                                                   |
| 2022年05月9日       | TBS「CDTVライブ!ライブ!」                                                | 「愛言葉」歌唱                                                                            |
| 2022年05月13日      | テレビ朝日「ミュージックステーション 2時間スペシャル」                   | 「W/X/Y」歌唱                                                                             |
| 2022年06月22日      | テレビ東京「テレ東音楽祭」                                               | 「W/X/Y」歌唱                                                                             |
| 2022年07月1日       | 日本テレビ「MUSIC BLOOD」                                                | 「W/X/Y」｢三日月｣ 歌唱                                                                    |
| 2022年07月2日       | フジテレビ「MUSIC FAIR」                                                 | 「W/X/Y」歌唱                                                                             |
| 2022年07月4日       | TBS「CDTVライブ!ライブ!」                                                | 「夢喰」歌唱                                                                              |
| 2022年07月13日      | フジテレビ「2022 FNS歌謡祭 夏」                                          | 「W/X/Y」歌唱                                                                             |
| 2022年07月16日      | TBS「音楽の日」                                                          | 「W/X/Y」歌唱                                                                             |
| 2022年07月30日      | NHK総合「Venue101」                                                      | 「W/X/Y」「Myra」歌唱                                                                     |
| 2022年08月1日       | 日本テレビ「ZIP!」                                                       | インタビュー                                                                              |
| 2022年08月24日      | TBS「THE TIME,」                                                         | 「W/X/Y」歌唱                                                                             |
| 2022年09月10日      | フジテレビ「FNSラフ＆ミュージック2022～歌と笑いの祭典～」                | 「W/X/Y」歌唱                                                                             |
| 2022年010月10日     | TBS「CDTVライブ!ライブ!」                                                | 「もう一度」歌唱                                                                          |
| 2022年010月22日     | NHK総合「Venue101」                                                      | 「もう一度」歌唱                                                                          |
| 2022年011月10日     | 日本テレビ「ベストヒット歌謡祭2022」                                     | 「W/X/Y」歌唱                                                                             |
| 2022年011月12日     | NHK総合「生中継スペシャル!ニッポン『今』つないでみたら～秋うらら2022～」 | 「もう一度」歌唱                                                                          |
| 2022年011月23日     | テレビ東京「テレ東音楽祭」                                               | 「W/X/Y」歌唱                                                                             |
| 2022年012月11日     | TBS「アッコにおまかせ!」                                                 | インタビュー                                                                              |
| 2022年012月19日     | TBS「CDTVライブ!ライブ!クリスマス4時間SP」                               | 「もう一度」歌唱                                                                          |
| 2022年012月22日     | 日本テレビ「スッキリ」                                                   | インタビュー                                                                              |
| 2022年012月23日     | テレビ朝日「ミュージックステーション ウルトラSUPER LIVE 2022」           | 「W/X/Y」歌唱                                                                             |
| 2022年012月28日     | 日本テレビ「発表!今年イチバン聴いた歌〜年間ミュージックアワード2022〜」  | 「W/X/Y」歌唱                                                                             |
| 2022年012月30日     | TBS「第64回 輝く!日本レコード大賞」                                      | 「W/X/Y」歌唱                                                                             |
| 2022年012月31日     | TBS「CDTVライブ!ライブ!年越しスペシャル!2022→2023」                      | 「W/X/Y」歌唱                                                                             |
| 2023年01月12日      | 日本テレビ「スッキリ」                                                   | 「W/X/Y」「燦々たるや」歌唱                                                               |
| 2023年03月20日      | TBS「CDTVライブ!ライブ!2時間スペシャル」                                 | 「ワンダーランド」歌唱                                                                    |
| 2023年03月25日      | TBS「王様のブランチ」                                                    | 「ワンダーランド」歌唱                                                                    |
| 2023年03月31日      | フジテレビ「ぽかぽか」                                                   | 「W/X/Y」「運命」歌唱                                                                     |
| 2023年04月4日       | NHK総合「うたコン」                                                      | 「W/X/Y」歌唱                                                                             |
| 2023年05月12日      | NHK総合「Live 君の声が聴きたい」                                         | 「もう一度」歌唱                                                                          |
| 2023年05月14日      | テレビ朝日系「関ジャム 完全燃SHOW」                                      | ゲスト出演                                                                                |
| 2023年07月7日       | 日本テレビ系「バズリズム」                                               | 「械物」歌唱                                                                              |
| 2023年07月11日      | フジテレビ「M_IND」                                                      | 「何も考えたくないです」歌唱                                                              |
| 2023年07月15日      | TBS「音楽の日」                                                          | 「W/X/Y」「渚」歌唱                                                                       |
| 2023年07月31日      | TBS「CDTVライブ!ライブ!2時間スペシャル」                                 | 「械物」歌唱                                                                              |
| 2023年08月30日      | テレビ朝日系「BREAK OUT」                                                | インタビュー                                                                              |
| 2023年09月7日       | 読売テレビ「カミオト夜」                                                 | インタビュー                                                                              |
| 2023年09月19日      | KBCテレビ「Wish＋」                                                      |                                                                                           |
| 2023年09月27日      | テレビ朝日系「BREAK OUT」                                                | The MusiQuest特集                                                                         |
| 2023年010月9日      | TBS「CDTVライブ！ライブ！放送100回記念！3時間半スペシャル」              | 「最後の魔法」歌唱                                                                        |
| 2023年012月31日     | TBS「CDTVライブ！ライブ！年越しスペシャル！2023→2024」                   | 「kotodama」歌唱                                                                          |
| 2024年01月22日-26日 | TVK「関内デビル」                                                        | トークゲスト                                                                              |
| 2024年02月27日      | 広島ホームテレビ「ピタニュー」                                           |                                                                                           |
| 2024年04月21日      | 日本テレビ系「行列のできる相談所」                                       | ゲスト出演                                                                                |
| 2024年04月22日      | TBS「CDTVライブ！ライブ！」                                              | 「笑い話」歌唱                                                                            |
| 2024年04月30日      | テレビ東京「あのちゃんの電電電波♪︎」                                      | 「笑い話」歌唱                                                                            |
| 2024年05月11日      | 日本テレビ系「with MUSIC」                                               | 「笑い話」歌唱                                                                            |
| 2024年05月20日      | TBS「CDTVライブ！ライブ！」                                              | 「笑い話」歌唱                                                                            |
| 2024年05月22日      | フジテレビ「ノンストップ！NONSTOP」                                      | インタビュー                                                                              |
| 2024年07月19日      | 日本テレビ系「バズリズム」                                               | 「おかえり」「笑い話」歌唱                                                                |
| 2024年012月21日     | 日本テレビ系「with MUSIC」                                               | 「メニークリスマス」歌唱                                                                  |
| 2024年012月28日     | TBSチャンネル1「Spicy Sessions」                                         | 「おかえり」「W/X/Y」「このまま君だけを奪い去りたい」「愛にできることはまだあるかい」歌唱 |
| 2024年012月31日     | TBS「CDTVライブ！ライブ！年越しスペシャル！2024→2025」                   | 「おかえり」歌唱                                                                          |
| 2025年05月19日      | 日本テレビ系「VS.超特急」                                                | アロハとのダンスコラボ密着                                                                |

### ラジオ
- Tani YuukiのFM ROCK KIDS (2023年10月1日 - 2024年3月31日 AIR-G' FM北海道)
- アーティスト・プロデュース・スーパー・エディション（JFNC、2024年5月）